# Betti Broadwater Haft
 (mars 2025).
Betti Broadwater Haft (4 janvier 1933 - 1er août 2021) est une graphiste américaine. Employée par Photo-Lettering Inc (« PLINC »), une importante fonderie new yorkaise, de 1936 à 1997, elle a longtemps été une des rares femmes dessinatrice de caractères.

## Biographie

### Jeunesse et éducation
Haft est né à Lookout Mountain, dans le Tennessee. Sa famille s'est installée à New York en 1941 alors qu'elle était âgée de huit ans. Elle a suivi des études au lycée Washington Irving dans le cadre d'une formation professionnelle et, après avoir obtenu son diplôme, a reçu une bourse d'un an pour la Workshop School of Advertising Art. Ses études auprès de Paul Standard ont éveillé son intérêt pour la calligraphie et le dessin de lettres. Avec les encouragements de Standard, Haft a postulé et a été acceptée dans le programme de certification de la Cooper Union, qui était gratuit et dispensait ses cours le soir.

### Carrière
Durant ses études à la Cooper Union, un de ses premiers emplois à temps plein s'est déroulé dans l'agence de publicité pharmaceutique William Douglas McAdams. Elle a ensuite rejoint Will Burtin Incorporated en 1955. Cette agence était connue comme un point de rencontre pour des artistes, des designers et des photographes internationaux, notamment Andy Warhol, Burton Kramer et Roman Vishniac.
En 1958, Georgine Oeri, une des mentors de Haft et consultante artistique de la société suisse Geigy Chemical Corporation, l'a recommandée pour un poste intégré de direction de la production du design au sein de la toute nouvelle base d'opérations américaine de Geigy à Ardsley(pp155-156)
En 1971, elle est l'une des dix seules femmes, parmi 252 dessinateurs de caractères, dont le travail est présenté dans le One Line Manual, une référence majeure en termes de typogramphie pour les designers et les directeurs artistiques.
Elle a ensuite dirigé le département de communication du College of Staten Island pendant 20 ans.

### Polices de caractères
Une affiche conçue par Haft pour l'un des clients de Burtin, l'Agence d'information des États-Unis, a été le point de départ de sa famille de fontes PLINC, Haft Grotesque Narrow (1963). Conçue avec un tire-ligne (plutôt qu'avec un pinceau), Haft considérait sa police obronde comme un mariage entre calligraphie et lettrage(p158)

### Vie privée
Haft a épousé Leon Haft en 1960. Elle a eu deux enfants en 1963 et 1966(pp157-158)